# Дом М. Е. Башкирова
Дом М. Е. Башкирова — выявленный памятник градостроительства и архитектуры в историческом центре Нижнего Новгорода. Построен предположительно в первой половине 1890-х годов. Автор проекта не установлен.
Здание является частью застройки исторического района Гребешок. Представляет собой образец деревянной и каменно-деревянной архитектуры Нижнего Новгорода XIX — начала XX веков. 
Особняк когда-то выступал главным домом городской усадьбы крупного хлебопромышленника, нижегородского купца М. Е. Башкирова. Является единственным сохранившимся зданием усадьбы.

## История
Казбекский (бывший Гребешковский) переулок является частью градостроительного образования в пределах исторической территории Старый Нижний Новгород — Гребешка, небольшого плато Дятловых гор, ограниченного со всех сторон осыпями обрывов, на крутом правом берегу Оки. Хозяйственное освоение территории началось не ранее рубежа XVII —  XVIII веков — первой половины XVIII века. С середины XIX века здесь стали строить дачи, особняки и доходные дома обеспеченные сословия Нижнего Новгорода. Одной из знаковых построек стала резиденция младшего сына знаменитого нижегородского купца Башкирова — хлебопромышленника Матвея Емельяновича Башкирова (1843—1924).
Башкировы были известной фамилией среди нижегородских купцов на рубеже XIX — XX веков, входили в буржуазную элиту города, владели пароходным флотом и мукомольными заводами, были известны своей благотворительной деятельностью. Особняк М. Е. Башкирова располагался на территории Гребешка так, чтобы был виден весь мельничный комплекс купца на Благовещенской набережной (сегодня — улица Черниговская). В непосредственной близости от домовладения на Казбекском переулке находилась старинная, известная с 1719 года, нижегородская трёхпрестольная Никольская (Одигитриевская) церковь с приходской школой, попечителями которых была семья М. Е. Бакширова.
Судя по архивным данным, дом являлся частью типичной городской усадьбы, располагавшейся на обширном участке между современными улицами Ярославской и Соревнования (бывшей Ново-Никольской). В феврале 1892 года М. Е. Башкиров выкупил у мещанки Сусловой домовладение на Ново-Никольской улице, в состав которого в 1892—1895 годах числился деревянный двухэтажный дом на каменном фундаменте. Позже Башкиров проводил активные строительные работы в усадьбе, были построены деревянные службы с каменным ледником и баня. Сведения об архитектуре и точной дате главного дома усадьбы не установлены. Предположительно, он был построен после приобретения участка. К 1909 году в состав усадьбы Башкирова уже входили двухэтажный деревянный дом, двухэтажный деревянный дом на каменном фундаменте и службы деревянные.
В тот период усадьба была известным местом светской жизни Нижнего Новгорода, где проходили звание вечера и домашние концерты. Главный дом посещали известные люди города, а в период проведения Всероссийской промышленной выставки 1896 года, в доме побывал с визитом бухарский эмир Сеид-Абдул-Ахан-ханом, пожаловавший В. И. Тимирязеву, Д. Н. Дельвигу и М. Е. Башкирову золотую звезду, усыпанную драгоценными камнями.      
После революции Башкировы были лишены всех привилегий и имущества. Отобранный у семьи особняк приспособили под коммунальное жильё. В советский период от усадьбы остался только главный дом, сохранивший богатое убранство фасадов и внутренние интерьеры. На территории бывшего парка усадьбы в довоенный период было построено здание школы № 40. Школу в 1962 году перенесли в иное место, а в здании разместилось трамвайно-троллейбусное управление (сегодня здание бывшей школы снесено, на его месте построен элитный жилой комплекс). В современный период дом М. Е. Башкирова был отреставрирован силами жильцов.                        

## Архитектура
Дом М. Е. Башкирова — это деревянное оштукатуренное одноэтажное строение на каменном полуэтаже, представляет собой яркий образец купеческого особняка, выполненного в духе академической эклектики. Цокольный этаж сложен из керамического кирпича со штукатурной отделкой, стены первого этажа бревенчатые со штукатурной отделкой по дранке. Здание покрыто лепным эклектичным декором. Окна украшены рамочными наличниками с прямыми профилированными сандриками, дополненными рядами сухариков. Весь облик здания в духе академического направления эклектики отражает влияние стилевой архитектуры каменных домов на деревянную архитектуру Нижнего Новгорода.                                                             